# Fortitudo Mozzecane Calcio Femminile 2012-2013
Questa voce raccoglie le informazioni riguardanti l'Associazione Sportiva Dilettantistica Fortitudo Mozzecane Calcio Femminile nelle competizioni ufficiali della stagione 2012-2013.

## Stagione
La prima stagione nel massimo campionato nazionale di Serie A non è fortunata e la squadra retrocede in Serie A2 classificandosi al penultimo posto, ma una serie di fatti sconcertanti hanno condizionato la stagione. Quattro mesi senza poter fare gli allenamenti in condizioni accettabili per via del campo, 5-6 tesserate che abbandonano la squadra al cambio di allenatore più tutta una serie di episodi negativi. La Primavera non raggiunge la fase nazionale (2º posto), ma continuano a farsi onore le squadre under 14. Si chiude così un capitolo importante della storia della Fortitudo Mozzecane.

## Organigramma societario
Aggiornato al 28 aprile 2013.
Area direttiva
- Presidente: Alberto Facincani
- Presidente onorario: Italo Martinelli
- Vicepresidente: Giorgio Terrazzani
- Direttore Amministrativo: Daniele Signori
- Team Manager: Alessio Pecchini
- Consigliere: Rino Benedetti
- Consigliere: Giorgio Bauce
- Resp. settore giovanile: Francesco De Giorgio
- Resp. settore giovanile:: Augusto De Battisti
- Segretario: Giuseppe Boni
- Dirigente accompagnatore: Mattia De Mori
- Dirigente accompagnatore: Michele Balasini
- Addetto stampa: Vetusto Caliari

Area tecnica
- Allenatore Primavera: Alberto Vanoni
- Secondo allenatore Primavera: Camilla Cazzola
- Secondo allenatore Primavera: Roberto Tellaroli
- Allenatore esord. a 9 e a 11: Salvatore Zurzolo
- Allenatore esord. a 9 e a 11: Marco Prospero
- Allenatore pulcine a 5: Augusto De Battisti
- Secondo all. pulcine a 5: Viviana De Giorgio
- Allenatore portieri: Gabriele Fontana
- Allenatore portieri: Armando Zanardi
- Fisioterapista: Adriano Cazzola
- Massaggiatore: Lara Pomari
- Magazziniere: Milena Frigo

## Rosa
Rosa aggiornata al 28 aprile 2013.
| N. |                   | Ruolo | Calciatrice         |
| -- | ----------------- | ----- | ------------------- |
|    | Italia (bandiera) | P     | Paola Bianchi       |
|    | Italia (bandiera) | P     | Ylenia Colcera      |
|    | Italia (bandiera) | P     | Giulia Giovannini   |
|    | Italia (bandiera) | P     | Vanessa Venturini   |
|    | Italia (bandiera) | D     | Giada Berzaghi      |
|    | Italia (bandiera) | D     | Giulia Caliari      |
|    | Italia (bandiera) | D     | Veronica Cantoro    |
|    | Italia (bandiera) | D     | Irene Cordioli      |
|    | Italia (bandiera) | D     | Miriam D'Alessandro |
|    | Italia (bandiera) | D     | Paola Morandi       |
|    | Italia (bandiera) | D     | Elena Nicolis       |
|    | Italia (bandiera) | D     | Francesca Salaorni  |
|    | Italia (bandiera) | D     | Alessia Venturini   |
|    | Italia (bandiera) | C     | Giorgia Allegrini   |
|    | Italia (bandiera) | C     | Alessandra Bindella |

| N. |                   | Ruolo | Calciatrice         |
| -- | ----------------- | ----- | ------------------- |
|    | Italia (bandiera) | C     | Veronica Brutti     |
|    | Italia (bandiera) | C     | Zoe Caneo           |
|    | Italia (bandiera) | C     | Beatrice De Stefano |
|    | Italia (bandiera) | C     | Lisa Faccioli       |
|    | Italia (bandiera) | C     | Stefania Marcazzan  |
|    | Italia (bandiera) | C     | Alessia Pecchini    |
|    | Italia (bandiera) | C     | Rachele Peretti     |
|    | Italia (bandiera) | C     | Ilenia Sancassani   |
|    | Italia (bandiera) | C     | Debora Santin       |
|    | Italia (bandiera) | A     | Deila Boni          |
|    | Italia (bandiera) | A     | Anna Mecenero       |
|    | Italia (bandiera) | A     | Rachele Perobello   |
|    | Italia (bandiera) | A     | Giulia Rizzi        |
|    | Italia (bandiera) | A     | Chiara Scattolini   |

## Risultati

### Serie A

#### Girone di andata
| Arbitro: | Lorenzo Gentile (Seregno) |

|             |           |                                                                            |
| Peretti 67’ | Marcatori | 7’, 63’ Brumana 16’ Zandomenichi 48’ Tuttino 57’ Parisi 74’ (aut.) Nicolis |

| Arbitro: | Marco D'Ascanio (Ancona) |

|                          |           |               |
| Carrozzi 22’ Caccamo 90’ | Marcatori | 68’ Perobello |

| Arbitro: | Federico Di Giovanni (Brescia) |

|                        |           |                                      |
| Peretti 20’ Brutti 45’ | Marcatori | 28’, 49’, 75’ Pellizzoni 77’ Fusetti |

| Arbitro: | Antonio Borriello (Torre del Greco) |

|                                           |           |  |
| Girelli 38’ Di Criscio 41’ Mason 75’, 85’ | Marcatori |  |

| Arbitro: | Marco Della Croce (Rimini) |

|            |           |                 |
| Brutti 80’ | Marcatori | 40’ Scarpellini |

| Arbitro: | Francesco Acciavatti (Pescara) |

|                |           |                        |
| Cassanelli 55’ | Marcatori | 60’ Perobello 65’ Boni |

| Arbitro: | Niccolò Zizza (Finale Emilia) |

|                                                     |           |                                         |
| Nicolis 20’ Perobello 31’ Lotto 75’ (aut.) Boni 93’ | Marcatori | 2’, 82’ Zanoni 60’ Paroni 70’ Cavallini |

| Arbitro: | Giovanni Salamone (Sapri) |

|              |           |               |
| Giuliano 86’ | Marcatori | 72’ Perobello |

| Arbitro: | Gianluca Andreoletti (Bergamo) |

|                        |           |                           |
| Perobello 47’ Boni 55’ | Marcatori | 10’ Vicchiarello 94’ Soro |

| Arbitro: | Daniel Ledda (Ozieri) |

|                                                        |           |                           |
| Iannella 9’, 46’ Maendly 26’ Panico 57’, 62’ Pinna 75’ | Marcatori | 77’ D'Alessandro 83’ Boni |

| Arbitro: | Stefano Cortinovis (Bergamo) |

|  |           |                    |
|  | Marcatori | 25’, 35’ Marinelli |

| Arbitro: | Michele Giordano (Novara) |

|                                        |           |               |
| Sabatino 2’, 70’ Cernoia 83’ Prost 91’ | Marcatori | 45’ Perobello |

| Arbitro: | Jacopo Fumagalli (Cremona) |

|            |           |                          |
| Eusebio 1’ | Marcatori | 70’ Brutti 85’ Perobello |

| Arbitro: | Marco Ceccon (Lovere) |

|  |           |                                  |
|  | Marcatori | 3’ Orlandi 43’ Salvatori Rinaldi |

| Arbitro: | Mattia Cazzaniga (Lecco) |

|                                            |           |                           |
| Ramera 15’ (rig.), 85’ Damgaard Jensen 72’ | Marcatori | 50’ Perobello 70’ Nicolis |

#### Girone di ritorno
| Arbitro: | Fabio Cappelletto (Treviso) |

|                         |           |  |
| Mauro 35’ Camporese 70’ | Marcatori |  |

| Arbitro: | Calogero Modica (Lecco) |

|  |           |                                                                                          |
|  | Marcatori | 11’, 44’, 58’ Sodini 29’ Cama 57’ Mastrovincenzo 65’ Del Gaudio 70’ Caccamo 77’ Petralia |

| Arbitro: | Gianluca Bariola (Piacenza) |

|                                  |           |          |
| Erba 19’, 41’ Carminati 46’, 79’ | Marcatori | 90’ Boni |

| Arbitro: | Stefano Zeviani (Legnago) |

|  |           |             |
|  | Marcatori | 75’ Girelli |

| Arbitro: | Davide Pederzolli (Trento) |

|                                               |           |  |
| Tarenzi 36’, 46’ Scarpellini 48’ Spinelli 50’ | Marcatori |  |

| Arbitro: | Giacomo Dall'Oco (Finale Emilia) |

|                        |           |                        |
| Peretti 25’ Santin 38’ | Marcatori | 73’ Celli 90’ Marchese |

| Arbitro: | Federico Allegro (Padova) |

|          |           |  |
| Piai 28’ | Marcatori |  |

| Arbitro: | Riccardo Turchet (Pordenone) |

|               |           |                                                  |
| Perobello 67’ | Marcatori | 15’, 47’, 87’ Giacinti 35’ Barbieri 91’ Yamamoto |

| Arbitro: | Davide Moro (Schio) |

|                             |           |  |
| Žganec 24’ Vicchiarello 38’ | Marcatori |  |

| Arbitro: | Giuseppe Gabriele Bertelli (Busto Arsizio) |

|  |           |                                                               |
|  | Marcatori | 3’, 25’, 45’ Panico 20’ Maendly 30’, 46’ Iannella 50’ Fuselli |

| Arbitro: | Andrea Tursi (San Giovanni Valdarno) |

|                                                                       |           |             |
| Proietti 28’ Pugnali 35’ Marchesi 43’ Natalizi 50’ Maddaleni 60’, 75’ | Marcatori | 25’ Peretti |

| Arbitro: | Lorenzo Gentile (Seregno) |

|  |           |                                                               |
|  | Marcatori | 41’ Sabatino 58’ Boni 60’ Bonansea 75’ (rig.) Gama 80’ D'Adda |

| Arbitro: | Marco Gasparin (Schio) |

|                     |           |             |
| Faccioli 51’ (rig.) | Marcatori | 30’ Praticò |

| Arbitro: | Eduart Pashuku (Albano Laziale) |

|                                    |           |                  |
| 32’ Parrini 58’ (rig.), 82’ Guagni | Marcatori | 20’, 52’ Peretti |

| Arbitro: | Antonio Borriello (Torre del Greco) |

|  |           |                       |
|  | Marcatori | 4’, 28’ (rig.) Ramera |

### Coppa Italia

#### Primo turno
| Erbusco 2 settembre 2012, ore 15:30 CEST Primo turno                | Franciacorta | 0 – 3 referto                     | Fortitudo Mozzecane | Campo comunale |
| \| \| \| \| \| \| Marcatori \| 26’ Brutti 35’ Perobello 58’ Boni \| |              |                                   |                     |                |
|                                                                     |              |                                   |                     |                |
|                                                                     | Marcatori    | 26’ Brutti 35’ Perobello 58’ Boni |                     |                |

#### Secondo turno
| Arbitro: | Jacopo Fumagalli (Cremona) |

|                                                            |           |  |
| Tarenzi 16’, 49’ Scarpellini 52’, 54’ Dossi 69’ Rizzon 74’ | Marcatori |  |

## Statistiche

### Statistiche di squadra
| Competizione | Punti | In casa | In casa | In casa | In casa | In casa | In casa | In trasferta | In trasferta | In trasferta | In trasferta | In trasferta | In trasferta | Totale | Totale | Totale | Totale | Totale | Totale | DR  |
| Competizione | Punti | G       | V       | N       | P       | Gf      | Gs      | G            | V            | N            | P            | Gf           | Gs           | G      | V      | N      | P      | Gf     | Gs     | DR  |
| ------------ | ----- | ------- | ------- | ------- | ------- | ------- | ------- | ------------ | ------------ | ------------ | ------------ | ------------ | ------------ | ------ | ------ | ------ | ------ | ------ | ------ | --- |
| Serie A      | 12    | 15      | 0       | 5       | 10      | 14      | 52      | 15           | 2            | 1            | 12           | 8            | 44           | 30     | 2      | 6      | 22     | 29     | 96     | -67 |
| Coppa Italia | -     | 0       | 0       | 0       | 0       | 0       | 0       | 2            | 1            | 0            | 1            | 3            | 6            | 2      | 1      | 0      | 1      | 3      | 6      | -3  |
| Totale       | -     | 15      | 0       | 5       | 10      | 14      | 52      | 17           | 3            | 1            | 13           | 11           | 50           | 32     | 3      | 6      | 23     | 32     | 102    | -70 |

### Statistiche dei giocatori
Presenze. e  reti fatte e subite..
| Giocatore       | Serie A  | Serie A | Serie A     | Serie A    | Coppa Italia | Coppa Italia | Coppa Italia | Coppa Italia | Totale   | Totale | Totale      | Totale     |
| Giocatore       | Presenze | Reti    | Ammonizioni | Espulsioni | Presenze     | Reti         | Ammonizioni  | Espulsioni   | Presenze | Reti   | Ammonizioni | Espulsioni |
| --------------- | -------- | ------- | ----------- | ---------- | ------------ | ------------ | ------------ | ------------ | -------- | ------ | ----------- | ---------- |
| G. Allegrini    | 6        | 0       | 0           | 0          | 0            | 0            | 0            | 0            | 6        | 0      | 0           | 0          |
| G. Berzaghi     | 0        | 0       | 0           | 0          | 0            | 0            | 0            | 0            | 0        | 0      | 0           | 0          |
| P. Bianchi      | 26       | -84     | 0           | 0          | 2            | -6           | 0            | 0            | 28       | -90    | 0           | 0          |
| A. Bindella     | 1        | 0       | 0           | 0          | 0            | 0            | 0            | 0            | 1        | 0      | 0           | 0          |
| D. Boni         | 27       | 5       | 3           | 0          | 2            | 1            | 0            | 0            | 29       | 6      | 3           | 0          |
| V. Brutti       | 29       | 3       | 4           | 0          | 2            | 0            | 0            | 0            | 31       | 3      | 4           | 0          |
| G. Caliari      | 5        | 0       | 0           | 0          | 0            | 0            | 0            | 0            | 5        | 0      | 0           | 0          |
| Z. Caneo        | 9        | 0       | 0           | 0          | 0            | 0            | 0            | 0            | 9        | 0      | 0           | 0          |
| V. Cantoro      | 16       | 0       | 1           | 1          | 2            | 0            | 0            | 0            | 18       | 0      | 1           | 1          |
| Y. Colcera      | 4        | -7      | 0           | 0          | 0            | 0            | 0            | 0            | 4        | -7     | 0           | 0          |
| I. Cordioli     | 4        | 0       | 0           | 0          | 2            | 0            | 0            | 0            | 6        | 0      | 0           | 0          |
| M. D'Alessandro | 9        | 1       | 1           | 1          | 2            | 0            | 0            | 0            | 11       | 1      | 1           | 1          |
| B. De Stefano   | 14       | 0       | 2           | 0          | 2            | 0            | 0            | 0            | 16       | 0      | 2           | 0          |
| L. Faccioli     | 26       | 1       | 3           | 1          | 2            | 0            | 0            | 0            | 28       | 1      | 3           | 1          |
| G. Giovannini   | 2        | -4      | 0           | 0          | 1            | 0            | 0            | 0            | 3        | -4     | 0           | 0          |
| S. Marcazzan    | 6        | 0       | 0           | 0          | 0            | 0            | 0            | 0            | 6        | 0      | 0           | 0          |
| A. Mecenero     | 19       | 0       | 1           | 0          | 1            | 0            | 0            | 0            | 20       | 0      | 1           | 0          |
| P. Morandi      | 3        | 0       | 0           | 0          | 0            | 0            | 0            | 0            | 3        | 0      | 0           | 0          |
| E. Nicolis      | 19       | 2       | 2           | 0          | 2            | 0            | 0            | 0            | 21       | 2      | 2           | 0          |
| A. Pecchini     | 29       | 0       | 3           | 0          | 2            | 0            | 0            | 0            | 31       | 0      | 3           | 0          |
| R. Peretti      | 25       | 6       | 1           | 0          | 2            | 0            | 0            | 0            | 27       | 6      | 1           | 0          |
| R. Perobello    | 27       | 9       | 3           | 0          | 2            | 1            | 0            | 0            | 29       | 10     | 3           | 0          |
| G. Rizzi        | 14       | 0       | 0           | 0          | 0            | 0            | 0            | 0            | 14       | 0      | 0           | 0          |
| F. Salaorni     | 11       | 0       | 2           | 0          | 0            | 0            | 0            | 0            | 11       | 0      | 2           | 0          |
| I. Sancassani   | 14       | 0       | 0           | 0          | 1            | 0            | 0            | 0            | 15       | 0      | 0           | 0          |
| D. Santin       | 21       | 1       | 1           | 0          | 0            | 0            | 0            | 0            | 21       | 1      | 1           | 0          |
| C. Scattolini   | 1        | 0       | 0           | 0          | 0            | 0            | 0            | 0            | 1        | 0      | 0           | 0          |
| A. Venturini    | 30       | 0       | 2           | 0          | 0            | 0            | 0            | 0            | 30       | 0      | 2           | 0          |
| V. Venturini    | 0        | 0       | 0           | 0          | 1            | 0            | 0            | 0            | 1        | 0      | 0           | 0          |

## Settore giovanile
Il settore giovanile per la stagione 2012-2013 è composto da:
- Campionato Regionale LND: Primavera, 22 calciatrici;
- Campionato Provinciale LND: Esordienti a 11, 21 calciatrici;
- Campionato Provinciale LND: Esordienti a 9, 13 calciatrici;
- Campionato Provinciale LND: Pulcine a 5, 15 calciatrici.